# 사이보그 009
사이보그 009(일본어: サイボーグ009 사이보구 제로제로나인[*])은 이시노모리 쇼타로(石ノ森章太郎)의 SF 만화로 소설, 애니메이션, 극장판 애니메이션, 라디오 드라마로 제작되었다. 009는 주인공 시마무라 조의 코드네임이다. 1964년 7월 19일 《주간 소년 킹》에 연재한 후, 《주간 소년 매거진》, 《주간 소년 점프》, 《COM》, 《주간 소년 선데이》, 《월간 만화 소년》, 《소년 빅코믹스》, 《SF 애니미디어》 등, 다수의 출판사, 다수의 잡지에 연재되었다. 대한민국에서는 시공사, 하이북스에서 출간했고, 투니버스에서 2001년판의 북미판인 사이보그 009를 2005년 방영한 적이 있다.

## 설명
《가면 라이더》와 나란히 이시노모리 화백의 대표작으로 각각의 특수 능력을 가진 9명의 사이보그들이 펼치는 활약과 일상을 그리고 있는 장편 및 중, 단편 작품이다. 단, 작가 생전에의 작품으로는 미완결이며, 사후 완결된 시리즈이다. 가면 라이더 시리즈와는 달리, 작가 자신이 본작품에 애착이 많아 작화를 타인에 맡기지 않고 대부분 직접하였다. 예외로 극장판《사이보그 009 초은하전설》이 카피 라이센스로 슈가 사토와 오다 고사쿠 등이 집필한 적이 있다.
이시노모리 작품에서 많이 나타나는〈권력을 지닌 친지 혹은 동료를 배신하고, 그들 야망을 유일하게 꺾을 수 있는 존재인 주인공이 홀로 싸움을 계속한다〉라는 설정을 기반으로 이야기가 구성된다. 1960년대 미소 냉전을 배경으로 삼고 있고, 베트남 전쟁 등을 무대로 하는 등 반전색이 짙은 것이 특징이다. 이와 더불어 세계 각지의 신화와 고대 문명을 제재로 삼거나, 인종문제, 타문화 출신의 동료들과의 마찰, 문명사회가 안고 있는 문제에 관해 돌이켜보는 에피소드가 산재되어 있다. 또, 주인공들이 느끼는 내면 갈등과, 인간과 기계와의 공존을 고민하는 것이 주로 부각되기도 한다.
이시노모리 작품에 공통적으로 나타나는 특징인 정의를 지키는 히어로의 모습을 철학적으로 그린 시리즈라고 볼 수 있다. 9명의 인원 설정은 야구에서 게임을 진행할 수 있는 인원 9명에서 영감을 얻은 것으로 본 작품의 제작 노트를 통해 각각의 포지션에 해당하는 캐릭터가 어떻게 다듬어졌는지를 엿볼 수 있다.
아울러, 시대와 사회변화 및 연제지와 미디어의 사정, 이시노모리 자신의 구상 변경 등에 따라 많은 곳에서 설정이 약간씩 변경되기도 하였다.